# Kylertown
Kylertown es un lugar designado por el censo ubicado en el condado de Clearfield en el estado estadounidense de Pensilvania. En el Censo de 2010 tenía una población de 340 habitantes y una densidad poblacional de 123,55 personas por km².

## Geografía
Kylertown se encuentra ubicado en las coordenadas 40°59′56″N 78°10′5″O / 40.99889, -78.16806. Según la Oficina del Censo de los Estados Unidos, Kylertown tiene una superficie total de 4.43 km², de la cual 4.43 km² corresponden a tierra firme y (0%) 0 km² es agua.

## Demografía
Según el censo de 2010, había 340 personas residiendo en Kylertown. La densidad de población era de 123,55 hab./km². De los 340 habitantes, Kylertown estaba compuesto por el 99.71% blancos, el 0.29% eran afroamericanos, el 0% eran amerindios, el 0% eran asiáticos, el 0% eran isleños del Pacífico, el 0% eran de otras razas y el 0% pertenecían a dos o más razas. Del total de la población el 0% eran hispanos o latinos de cualquier raza.